# Рудничне (Кривий Ріг)
Рудни́чне — місцевість у Кривому Розі, колишнє селище у Рахманівській селищній раді Криворізької міської ради Дніпропетровської області.
Розташоване у Центрально-Міському районі міста, на правому березі річки Інгулець. Основні вулиці: Віддалена, Руднична, Пейзажна та Яцьківа.
Як окремий населений пункт, селище припинило існування 18 листопада 1997 року — зняте з обліку рішенням Дніпропетровської обласної ради через відселення мешканців. Однак, станом на 2020 рік, там проживають мешканці. Проєктом побудови Шиманівського ГЗК 2016 р. пропонувалось відселення жителів до селища Рахманівка.
Місцина трьох боків оточена відвалами пустої породи внаслідок діяльности місцевих гірничозбагачувальних комбінатів.
Станом на 2018 рік, через селище пролягав автобусний маршрут № 244 «Пр. Південний (Інгулецький р-н) — вул. Житня (с. Степове, ч/з Новоселівку, Латівку, Рахманівку)».